# أتبان (لعوينة)
أتبان هو دُوَّار يقع بجماعة اثنين أغلو، إقليم تيزنيت، جهة سوس ماسة في المملكة المغربية. ينتمي الدوّار لمشيخة لعوينة التي تضم 10 دواوير. يقدر عدد سكانه بـ 491 نسمة حسب الإحصاء الرسمي للسكان والسكنى لسنة 2004.

## وصلات خارجية
- البوابة الوطنية للجماعات الترابية
- المندوبية السامية للتخطيط